# Linia kolejowa nr 319
Linia kolejowa nr 319 – łącząca stację Lubin Górniczy ze stacją Chocianów.
Linia została otwarta w 1910 roku, w 1985 zawieszono ruch pasażerski a w 1987 towarowy. W 1992 linia została rozebrana.